# Polinômios de Hermite
Os polinômios de Hermite são um exemplo de polinômios ortogonais cujo principal campo de aplicação encontra-se na mecânica quântica, especialmente no estudo do oscilador harmônico unidimensional. São nomeados assim em homenagem a Charles Hermite.

Os cinco primeiros polinômios de Hermite (probabilísticos).

## Definição
Os polinômios de Hermite ("polinômios de Hermite probabilísticos") são definidos por:
{\displaystyle H_{n}(x)=(-1)^{n}e^{x^{2}/2}{\frac {d^{n}}{dx^{n}}}e^{-x^{2}/2}\,\!}
Ou, às vezes, por ("polinômios de Hermite físicos")
{\displaystyle H_{n}^{\mathrm {phys} }(x)=(-1)^{n}e^{x^{2}}{\frac {d^{n}}{dx^{n}}}e^{-x^{2}}\,\!}
Essas definições não são exatamente equivalentes: uma é o redimensionamento da outra:
{\displaystyle H_{n}^{\mathrm {phys} }(x)=2^{n/2}H_{n}^{\mathrm {prob} }({\sqrt {2}}\,x)\,\!}.
Os polinômios físicos podem ser escritos como:
{\displaystyle H_{n}^{\mathrm {phys} }(x)=(2x)^{n}-{\frac {n(n-1)}{1!}}(2x)^{n-2}+{\frac {n(n-1)(n-2)(n-3)}{2!}}(2x)^{n-4}-\dots }

## Propriedades

### Ortogonalidade
Hn(x) é um polinômio de grau n, com n = 0, 1, 2, 3 ... . Esses polinômios são ortogonais com relação à função peso
{\displaystyle e^{-x^{2}/2}\,\!}    (probabilidade)
ou
{\displaystyle e^{-x^{2}}\,\!}    (física)
ou seja,
{\displaystyle \int _{-\infty }^{\infty }H_{n}(x)H_{m}(x)\,e^{-x^{2}/2}\,dx}
ou
{\displaystyle \int _{-\infty }^{\infty }H_{n}(x)H_{m}(x)\,e^{-x^{2}}\,dx={n!2^{n}}{\sqrt {\pi }}~\delta _{\mathit {nm}}}    (física)
onde {\displaystyle \delta _{\mathit {nm}}} é o delta de Kronecker, que é igual à unidade quando {\displaystyle n=m} e nulo no caso contrário. Os polinômios probabilísticos são ortogonais em relação à função densidade de probabilidade normal.

### Função geradora
{\displaystyle e^{2tx-t^{2}}=\sum _{n=0}^{\infty }{\frac {H_{n}^{\mathrm {phys} }(x)t^{n}}{n!}}}

### Fórmulas de recorrência
Os polinômios de Hermite (na forma "física") satisfazem as seguintes relações de recorrência:
{\displaystyle H_{n+1}^{\mathrm {phys} }(x)=2xH_{n}^{\mathrm {phys} }(x)-2nH_{n-1}^{\mathrm {phys} }(x)}
{\displaystyle {H'}_{n}^{\mathrm {phys} }(x)=2nH_{n-1}^{\mathrm {phys} }(x)}

### Decomposição numa série de funções
Qualquer função f contínua pode ser expressa como uma série infinita em termos dos polinômios de Hermite:
{\displaystyle f(x)=\sum _{n=0}^{\infty }A_{n}H_{n}(x)=A_{0}H_{0}(x)+A_{1}H_{1}(x)+A_{2}H_{2}(x)+\ldots }
Onde as constantes são dadas por:
{\displaystyle A_{k}={\frac {1}{2^{k}k!{\sqrt {\pi }}}}\int _{-\infty }^{+\infty }e^{-x^{2}}f(x)H_{k}(x)\ dx}

### Paridade dos polinômios
Os polinômios de Hermite satisfazem:
{\displaystyle H_{n}(-x)=(-1)^{n}H_{n}(x)\,}
Logo {\displaystyle H_{n}(x)} é uma função par para um {\displaystyle n} par, {\displaystyle n\ =\ \{0,2,4,...\}}, e é uma função ímpar para um {\displaystyle n} ímpar, {\displaystyle n\ =\ \{1,3,5,...\}}.

### Outras propriedades
{\displaystyle H_{2n-1}(0)=0\,}
{\displaystyle H_{2n}^{\mathrm {phys} }(0)=(-1)^{n}2^{n}(1\cdot 3\cdot 5\cdot \dots \cdot (2n-1))}

## Equação diferencial de Hermite
Os polinômios de Hermite são soluções da equação diferencial de Hermite:
{\displaystyle {\frac {d^{2}y}{dx^{2}}}-2x{\frac {dy}{dx}}+2ny=0}
Que na forma canônica pode ser escrita como:
{\displaystyle {\frac {1}{e^{-x^{2}}}}{\frac {d}{dx}}\left(e^{-x^{2}}{\frac {dy}{dx}}\right)+2ny=0}

## Referência
- Este artigo foi inicialmente traduzido, total ou parcialmente, do artigo da Wikipédia em castelhano cujo título é «Polinomios de Hermite», especificamente desta versão.

1. ↑  Spiegel & Abellanas, 1992, p.158.

- Spiegel, Murray R.; Abellanas, Lorenzo.  McGraw-Hill, ed. Fórmulas y tablas de matemática aplicada. Aravaca (Madrid): [s.n.] ISBN 84-7615-197-7